# The Glory Days Tour
The Glory Days Tour è il quarto tour del gruppo musicale britannico Little Mix, in supporto del loro quarto album, Glory Days.
Il tour è stato annunciato il 14 ottobre 2016, ed è iniziato il 24 maggio 2017 per poi terminare il 26 novembre dello stesso anno.

## Artisti di apertura
Le date europee verranno aperte dal gruppo The Vamps; altri artisti di apertura in Europa saranno Conor Maynard, Ella Eyre, gli Sheppard e Louisa Johnson. Le date australiane vedranno la partecipazione di Zoë Badwi (cugina di una delle cantanti del gruppo, Jade Thirlwall) come artista di apertura.

## Scaletta

### Europa/Oceania/Summer Shout Out Tour
1. Power
2. Black Magic
3. Salute
4. Down & Dirty
5. F.U.
6. Hair
7. Your Love
8. Secret Love Song
9. No More Sad Songs
10. You Gotta Not
11. Wings
12. Touch
13. Nobody Like You
14. Shout Out To My Ex

### Regno Unito/Irlanda
1. Power
2. Black Magic
3. Private Show
4. Move
5. F.U
6. No More Sad Songs
7. Your Love
8. Secret Love Song, pt. II
9. Nothing Else Matters
10. Wings
11. Salute / Down & Dirty
12. DNA/ Freak
13. Hair
14. Touch / Reggaeton Lento
15. Shout Out to My Ex

## Date del tour
| Data              | Città               | Paese         | Luogo                         | Artista di apertura     |
| Europa            | Europa              | Europa        | Europa                        | Europa                  |
| ----------------- | ------------------- | ------------- | ----------------------------- | ----------------------- |
| 21 maggio 2017    | Birkenhead          | Regno Unito   | Prenton Park                  | N.D.                    |
| 24 maggio 2017    | Berlino             | Germania      | Mercedes-Benz Arena           | The Vamps               |
| 25 maggio 2017    | Düsseldorf          | Germania      | Mitsubishi Electric Halle     | The Vamps               |
| 27 maggio 2017    | Vienna              | Austria       | Gasometer                     | The Vamps               |
| 28 maggio 2017    | Hull                | Regno Unito   | Burton Constable Hall         | N.D.                    |
| 29 maggio 2017    | Zurigo              | Svizzera      | Samsung Hall                  | The Vamps               |
| 30 maggio 2017    | Milano              | Italia        | Mediolanum Forum              | The Vamps               |
| 31 maggio 2017    | Monaco di Baviera   | Germania      | Olympiahalle                  | The Vamps               |
| 2 giugno 2017     | Anversa             | Belgio        | Lotto Arena                   | The Vamps               |
| 3 giugno 2017     | Amsterdam           | Paesi Bassi   | AFAS Live                     | The Vamps               |
| 4 giugno 2017     | Manchester          | Regno Unito   | Emirates Old Trafford         | —                       |
| 5 giugno 2017     | Copenaghen          | Danimarca     | Valby-Hallen                  | The Vamps               |
| 6 giugno 2017     | Stoccolma           | Svezia        | Annexet                       | The Vamps               |
| 8 giugno 2017     | Parigi              | Francia       | Zénith di Parigi              | The Vamps               |
| 10 giugno 2017    | Londra              | Regno Unito   | Wembley Arena                 |                         |
| 23 giugno 2017    | Newmarket           | Regno Unito   | Newmarket Racecourse          | —                       |
| 24 giugno 2017    | Gloucester          | Regno Unito   | Stadio di Kingsholm           | Ella Eyre Sheppard      |
| 25 giugno 2017    | Londra              | Regno Unito   | The Stoop                     | Ella Eyre Sheppard      |
| 29 giugno 2017    | Dundee              | Regno Unito   | Slessor Gardens               | Ella Eyre Sheppard      |
| 30 giugno 2017    | Edimburgo           | Regno Unito   | Royal Highland Centre         | Ella Eyre Sheppard      |
| 1º luglio 2017    | Derby               | Regno Unito   | Donington Park                | Ella Eyre Sheppard      |
| 6 luglio 2017     | Scarborough         | Regno Unito   | Scarborough Open Air Theatre  | Ella Eyre Sheppard      |
| 7 luglio 2017     | Londra              | Regno Unito   | Old Royal Naval College       | N.D.                    |
| 8 luglio 2017     | Colwyn Bay          | Regno Unito   | Eirias Park                   | Ella Eyre Sheppard      |
| 9 luglio 2017     | Southampton         | Regno Unito   | Ageas Bowl                    | Ella Eyre Sheppard      |
| 13 luglio 2017    | Monmouthshire       | Regno Unito   | Castello di Caldicot          | Louisa Johnson Sheppard |
| 14 luglio 2017    | Exeter              | Regno Unito   | Castello di Powderham         | Ella Eyre Sheppard      |
| 15 luglio 2017    | Durham              | Regno Unito   | Durham County Cricket Club    | Ella Eyre Sheppard      |
| 16 luglio 2017    | Carlisle            | Regno Unito   | Bitts Park                    | Ella Eyre Sheppard      |
| Oceania           |                     |               |                               |                         |
| 20 luglio 2017    | Perth               | Australia     | Crown Theatre                 | Zoë Badwi               |
| 22 luglio 2017    | Melbourne           | Australia     | Margaret Court Arena          | Zoë Badwi               |
| 23 luglio 2017    | Melbourne           | Australia     | Margaret Court Arena          | Zoë Badwi               |
| 26 luglio 2017    | Adelaide            | Australia     | AEC Theatre                   | Zoë Badwi               |
| 28 luglio 2017    | Brisbane            | Australia     | Brisbane Entertainment Centre | Zoë Badwi               |
| 29 luglio 2017    | Sydney              | Australia     | Qudos Bank Arena              | Zoë Badwi               |
| 30 luglio 2017    | Auckland            | Nuova Zelanda | Vector Arena                  | Zoë Badwi               |
| Europa            |                     |               |                               |                         |
| 1º settembre 2017 | Ardingly            | Regno Unito   | South of England Showground   | N.D.                    |
| 3 settembre 2017  | Norwich             | Regno Unito   | Earlham Park                  | N.D.                    |
| 9 ottobre 2017    | Aberdeen            | Regno Unito   | GE Oil and Gas Arena          | N.D.                    |
| 10 ottobre 2017   | Aberdeen            | Regno Unito   | GE Oil and Gas Arena          | N.D.                    |
| 11 ottobre 2017   | Newcastle           | Regno Unito   | Metro Radio Arena             | N.D.                    |
| 13 ottobre 2017   | Birmingham          | Regno Unito   | Genting Arena                 | N.D.                    |
| 14 ottobre 2017   | Leeds               | Regno Unito   | First Direct Arena            | N.D.                    |
| 16 ottobre 2017   | Liverpool           | Regno Unito   | Echo Arena                    | N.D.                    |
| 17 ottobre 2017   | Sheffield           | Regno Unito   | Sheffield Arena               | N.D.                    |
| 19 ottobre 2017   | Glasgow             | Regno Unito   | The SSE Hydro                 | N.D.                    |
| 20 ottobre 2017   | Manchester          | Regno Unito   | Manchester Arena              | N.D.                    |
| 26 ottobre 2017   | Londra              | Regno Unito   | The O2 Arena                  | N.D.                    |
| 27 ottobre 2017   | Sheffield           | Regno Unito   | Sheffield Arena               | N.D.                    |
| 28 ottobre 2017   | Sheffield           | Regno Unito   | Sheffield Arena               | N.D.                    |
| 30 ottobre 2017   | Cardiff             | Regno Unito   | Motorpoint Arena Cardiff      | N.D.                    |
| 31 ottobre 2017   | Cardiff             | Regno Unito   | Motorpoint Arena Cardiff      | N.D.                    |
| 1º novembre 2017  | Liverpool           | Regno Unito   | Echo Arena                    | N.D.                    |
| 3 novembre 2017   | Newcastle upon Tyne | Regno Unito   | Metro Radio Arena             | N.D.                    |
| 4 novembre 2017   | Newcastle upon Tyne | Regno Unito   | Metro Radio Arena             | N.D.                    |
| 6 novembre 2017   | Dublino             | Irlanda       | 3Arena                        | N.D.                    |
| 7 novembre 2017   | Belfast             | Regno Unito   | SSE Odyssey Arena             | N.D.                    |
| 8 novembre 2017   | Belfast             | Regno Unito   | SSE Odyssey Arena             | N.D.                    |
| 10 novembre 2017  | Glasgow             | Regno Unito   | The SSE Hydro                 | N.D.                    |
| 11 novembre 2017  | Glasgow             | Regno Unito   | The SSE Hydro                 | N.D.                    |
| 13 novembre 2017  | Leeds               | Regno Unito   | First Direct Arena            | N.D.                    |
| 14 novembre 2017  | Nottingham          | Regno Unito   | Motorpoint Arena Nottingham   | N.D.                    |
| 15 novembre 2017  | Nottingham          | Regno Unito   | Motorpoint Arena Nottingham   | N.D.                    |
| 17 novembre 2017  | Birmingham          | Regno Unito   | Genting Arena                 | N.D.                    |
| 18 novembre 2017  | Birmingham          | Regno Unito   | Genting Arena                 | N.D.                    |
| 20 novembre 2017  | Liverpool           | Regno Unito   | Echo Arena                    | N.D.                    |
| 21 novembre 2017  | Manchester          | Regno Unito   | Manchester Arena              | N.D.                    |
| 22 novembre 2017  | Manchester          | Regno Unito   | Manchester Arena              | N.D.                    |
| 25 novembre 2017  | Londra              | Regno Unito   | The O2 Arena                  | N.D.                    |
| 26 novembre 2017  | Londra              | Regno Unito   | The O2 Arena                  | N.D.                    |
| Asia              |                     |               |                               |                         |
| 24 marzo 2018     | Chiba               | Giappone      | Makuhari Messe                | N.D.                    |
| 25 marzo 2018     | Kōbe                | Giappone      | World Memorial Hall           | N.D.                    |